# Ana Portnoy
Ana Portnoy (Buenos Aires, Argentina, 1950 - Barcelona, 30 de maig de 2020) va ser una fotògrafa argentina resident a Barcelona des del 1977.
Resident a Barcelona des de 1977, en la darrera dècada s'havia especialitzat en el retrat literari d'escriptors de gènere negre. Pel seu objectiu han passat tots els grans autors internacionals dedicats a aquest tipus de novel·la, i especialment els escriptors que vivien o passaven sovint a Barcelona, amb els quals solia establir una molt bona relació d'amistat.
Arribà a Barcelona fugint del cop d'estat militar de Videla. Militant compromesa de l'extrema esquerra va arribar a la ciutat amb els seus dos fills i els pares en un viatge que va ser tota una odissea: viatge en cotxe fins al Brasil, trasllat a Mèxic on va néixer el seu fill –havia marxat embarassada de l'Argentina– i després cap a Barcelona. Va ser el 1982 quan es va iniciar en la fotografia. El seu primer treball va ser fotos de nens per a una enciclopèdia de psicologia infantil. Va treballar durant cinc anys al dominical de El Periódico fent reportatges socials, i posteriorment, es va dedicar sobretot a la documentació gràfica per a diferents editorials.
Apassionada de la literatura, des de la llibreria Negra i Criminal, de la Barceloneta, regentada per Paco Camarassa i Montsé Clavé, de la qual era una habitual, va començar a retratar tots els escriptors que hi presentaven el seu llibre i també els que assistien a les jornades. Desprės va fotografiar els participants a la BCNegra, i el 2014 va poder exposar al Centre Cívic Pati Llimona la seva mostra ‘Un disparo al autor', que aplegava el millor de la seva col·lecció de retrats d'escriptors criminals. El 2016 va exposar les seves fotografies a la Universitat de Salamanca en el decurs del congrés de novel·la i cine negre que es fa cada any en aquella universitat.
El 30 maig del 2020 va morir a Barcelona, com a conseqüència d'un càncer.